# Return to the 36 Chambers: The Dirty Version
Return to the 36 Chambers: The Dirty Version es el primer álbum de estudio del rapero estadounidense Ol' Dirty Bastard. Fue publicado el 28 de marzo de 1995 a través de Elektra Records.

## Lista de canciones
1. "Intro"
2. "Shimmy Shimmy Ya"
3. "Baby C'Mon"
4. "Brooklyn Zoo"
5. "Hippa to da Hoppa"
6. "Raw Hide"
7. "Damage"
8. "Don't You Know"
9. "The Stomp"
10. "Goin' Down"
11. "Drunk Game (Sweet Sugar Pie)"
12. "Snakes"
13. "Brooklyn Zoo II (Tiger Crane)"
14. "Proteck Ya Neck II In The Zoo"
15. "Cuttin' Headz"
16. "Dirty Dancin'"
17. "Harlem World"

## Posicionamiento en listas
| Listas (1995)                           | Mejor posición |
| --------------------------------------- | -------------- |
| Estados Unidos (Billboard 200)          | 7              |
| Estados Unidos (Top R&B/Hip-Hop Albums) | 2              |

| Listas (1995)                           | Posición |
| --------------------------------------- | -------- |
| Estados Unidos (Billboard 200)          | 149      |
| Estados Unidos (Top R&B/Hip-Hop Albums) | 32       |

## Certificaciones
| País (Certificador) | Certificación | Ventas certificadas |
| --- | ------------- | ------------------- |
| Estados Unidos (RIAA) | Platino       | 1 000 000^          |
| Reino Unido (BPI) | Plata         | 60 000^             |
| ^cifras de envíos basadas únicamente en la certificación xcifras no especificadas basadas únicamente en la certificación |               |                     |